# Trío para piano n.º 1 (Dvořák)

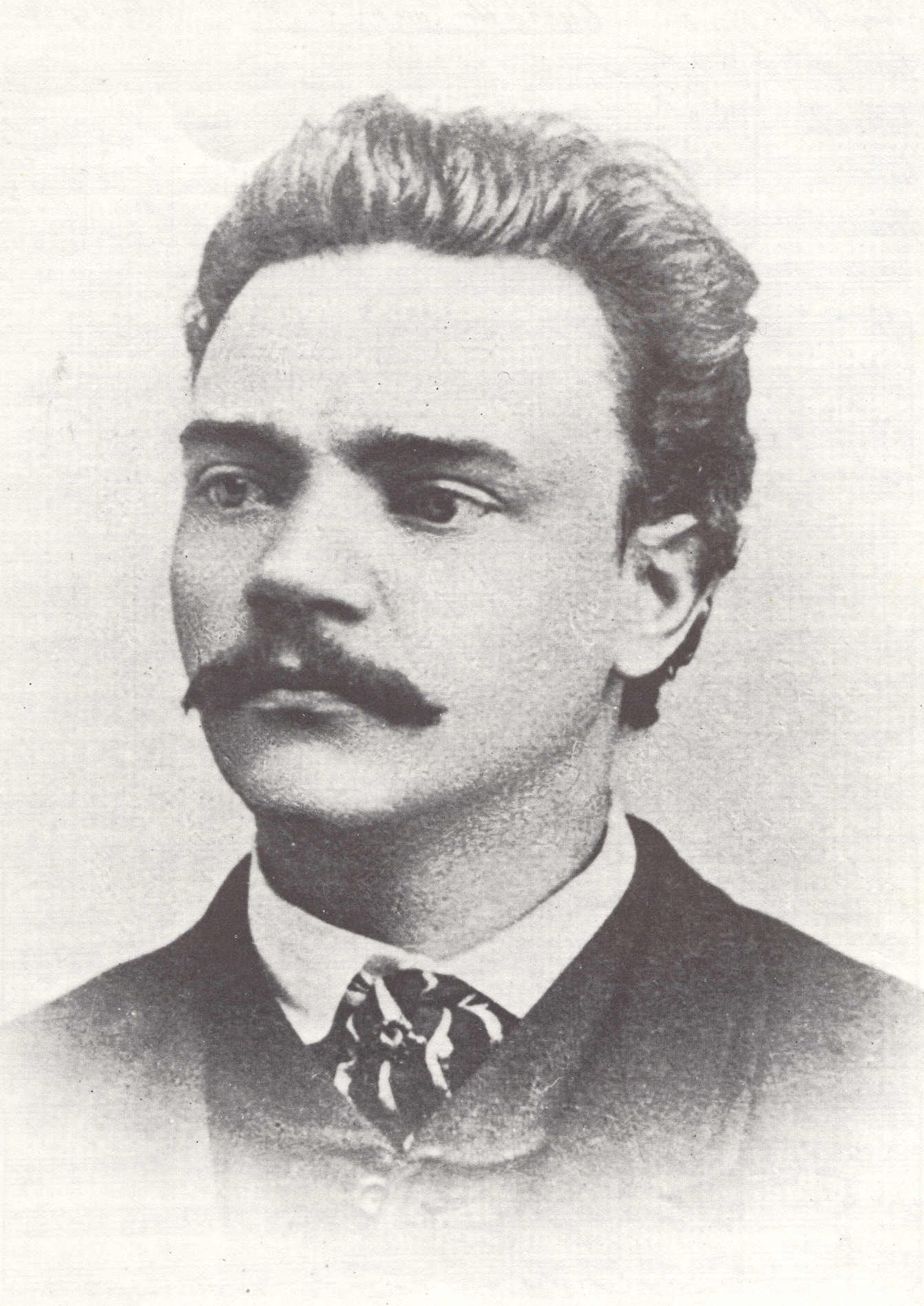
Antonín Dvořák en 1868.

El Trío para piano n.º 1 en si♭ mayor, op. 21 (B.51), es un trío para piano compuesto por Antonín Dvořák y terminado en 1875. Es el primero de los cuatro tríos de piano supervivientes, precedido por dos obras de 1871 a 1872 que Dvořák destruyó (B.25 y B.26).

## Historia
Escribió el trío para piano en la primavera de 1875; el autógrafo data la fecha de finalización al 14 de mayo de 1875. El estreno se llevó a cabo el 17 de febrero de 1877 en un concierto en Praga.

## Estructura
La pieza consta de cuatro movimientos:
1. Allegro molto (si♭ mayor)
2. Adagio molto e mesto (sol menor)
3. Allegretto scherzando (mi♭ mayor) — Trío (sol mayor)
4. Finale. Allegro vivace (si♭ mayor)

Una interpretación normal suele durar 31 minutos aproximadamente.